# كليف مويو
كليف مويو (بالإنجليزية: Cliff Moyo)‏ هو لاعب كرة قدم زيمبابوي في مركز الدفاع، ولد في 6 أبريل 1993 في بولاوايو في زيمبابوي. لعب مع نادي بارو.

## وصلات خارجية
- كليف مويو على موقع قاعدة بيانات كرة القدم.إي يو (الإنجليزية)
- كليف مويو على موقع Soccerbase.com (لاعب) (الإنجليزية)
- كليف مويو على موقع Soccerway.com (الإنجليزية)